# Antarashat
Antarashat là một đô thị thuộc tỉnh Syunik, Armenia. Dân số ước tính năm 2011 là 111 người.